# Richard Dybeck
Richard Dybeck (født 1. september 1811 – død 28. juli 1877) var en svensk jurist, antikvar og skribent, der bedst huskes som forfatter til de to første vers i Sveriges nationalsang Du gamla, du fria.

## Liv og karriere
Richard Dybeck blev født udenfor Köping i Odensvi, Västmanland, som søn af Carl Dybeck og hans hustru Maria Ulrika. Han havde tyske rødder og fem søskende, som også omfattede plejesønnen Karl Vilhelm Edvard Dybeck.
Dybeck gik på gymnasiet i Västerås, før han immatrikulerede ved Uppsala Universitet og afsluttede med en juraeksamen i 1834. Han fik job i Svea hovrätt (sv), havde en række stillinger i retssystemet og var blandt andet borgmester i Eskilstuna og Torshälla (sv). I 1842 helligede han sig på fuld tid med interesse på oldtidsforskning og begyndte efterhånden at bruge tid på antikvarisk og historisk forskning, ikke mindst inden for runesten. I 1868 opdagede han for eksempel den interessante Yttergärde-sten (sv) i Uppland og skrev også om Kälstastenen.
Dybeck skrev mange digte og var også kendt for at have interesse for asiatisk kultur. Han samlede på et væld af eventyr, sange og folketro. Dybeck fremførte mange af disse folkesange ved musikaftener, der hovedsagligt blev afholdt i Stockholm. Den første opførelse af Du gamla, du fria fandt sted ved en af disse aftener, hvor den blev sunget for første gang den 13. november 1844. Dybeck havde taget melodien fra en folkesang, som han komponerede teksten til. Han skrev oprindeligt det første vers som Du gamla, du friska, men ændrede i slutningen af 1850'erne teksten til Du gamla, du fria. Teksten blev første gang trykt i Dybecks tidsskrift Runa i 1865.
Trods Dybecks popularitet gik forfremmelser på Riksantikvarieämbetet ham forbi, hvilket muligvis skyldtes, at embedsmændene med Hans og Bror Emil Hildebrand i spidsen anså ham for at være lidt for praktisk. På grund af de manglende forfremmelser begyndte Dybeck på sine ældre dage at kritisere oldtidsforskningen i stedet for at indsamle materiale.

## Privatliv
I 1845 fik Dybeck et slagtilfælde, hvorefter han var fysisk svag. Han giftede sig med Maria Leontine Charlotte Forsbom i 1860, som døde efter fem års ægteskab. Han var desuden onkel til forfatteren Amanda Kerfstedt (sv).
Dybeck døde i Södertälje i 1877 og er begravet på Norra Begravningsplatsen (sv) i Stockholm.
På Dybecksgården i Odensvi findes en buste af Richard Dybeck lavet i bronze. Busten blev lavet af Signe Ehrenborg-Lorichs (sv) og afsløret af Prins Wilhelm i 1937.
| - Gravsten på Norra Begravningsplatsen - Buste på Dybecksgården |